# Vlag van Sint-Katelijne-Waver
De vlag van Sint-Katelijne-Waver werd door de gemeenteraad op 14 december 1987 officieel vastgesteld als de gemeentelijke vlag van de Antwerpse gemeente Sint-Katelijne-Waver. Op 1 maart 1988 werd hij door het Bestuur van Vlaanderen bevestigd en uiteindelijk gepubliceerd op 16 september 1988 in het officiële Belgisch Staatsblad.
Officieel wordt de vlag beschreven als:
Zeven even lange banen van geel en van rood met een geel verkleind kanton, beladen met een zwarte aanziende adelaar, geel gebekt en gepoot.
De vlag is volledig gebaseerd op het gemeentewapen en ziet er dus helemaal hetzelfde uit.

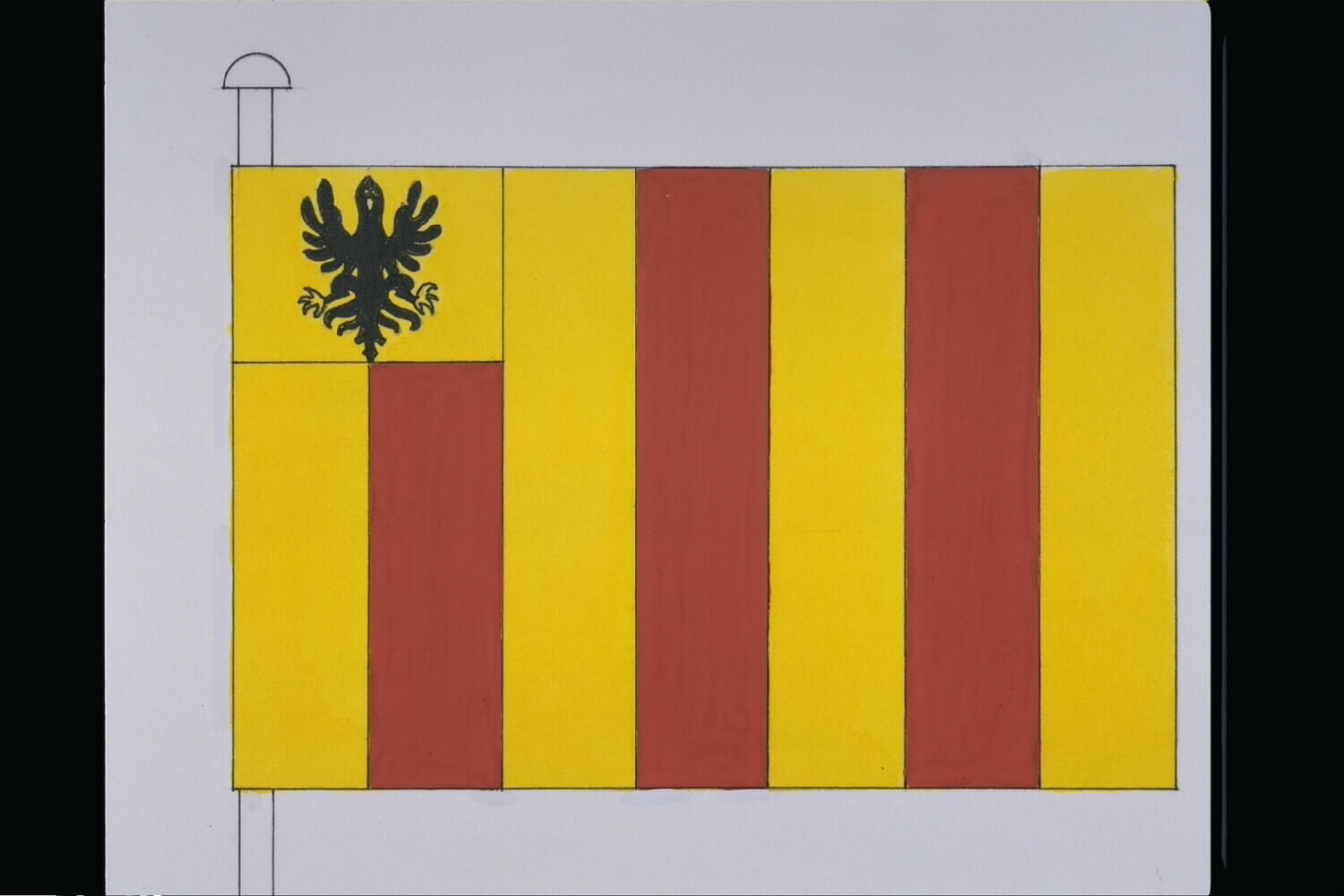
Officiële tekening van de vlag